# Endomorfizem
Endomorfizem je v matematiki morfizem (ali homomorfizem) matematičnega objekta samega v sebe. Zgled: Endomorfizem vektorskega prostora je linearna preslikava {\displaystyle f:V\to V\,}. Endomorfizem grupe {\displaystyle G} je grupni homomorfizem {\displaystyle f:G\to G\,}. Lahko govorimo o endomorfizmu v vsaki kategoriji. V kategoriji množic so endomorfizmi funkcije iz množice {\displaystyle S} samo v sebe.
V katerikoli kategoriji je kompozitum funkcij dveh poljubnih endomorfizmov za {\displaystyle X\,} zopet endomorfizem za {\displaystyle X\,}. To pomeni, da množica endomorfizmov za {\displaystyle X\,} tvori monoid, ki ga označujemo z End(X). 
Obrnljivi endomorfizem za {\displaystyle X\,} se imenuje avtomorfizem. Množica avtomorfizmov je podmnožica End(X) z grupno strukturo, ki se imenuje grupa avtomorfizmov. Označujemo jo z Aut(X).
V naslednji preglednici puščice prikazujejo odnose med različnimi morfizmi:
| avtomorfizem                | {\displaystyle \Rightarrow } | izomorfizem                 |
| {\displaystyle \Downarrow } |                              | {\displaystyle \Downarrow } |
| endomorfizem                | {\displaystyle \Rightarrow } | (homo)morfizem              |